# 신평면 (임실군)
신평면(新平面)은 전북특별자치도 임실군에 위치한 행정 구역이다.

## 법정리
- 가덕리
- 대리
- 덕암리
- 용암리
- 원천리
- 창인리
- 호암리

## 학교
- 신평초등학교
- 대리초등학교
- 신평중학교 (폐교) : 신평면 가덕로 707 (호암리)